# Doubrava (Chrášťany)
Doubrava je vesnice, část obce Chrášťany v okrese České Budějovice v Jihočeském kraji. Nachází se asi čtyři kilometry jihozápadně od Chrášťan. Je zde evidováno 105 adres. V roce 2011 zde trvale žilo 78 obyvatel.
Doubrava leží v katastrálním území Doubrava nad Vltavou o rozloze 5,31 km².

## Historie
První písemná zmínka o vesnici pochází z roku 1295.

## Obyvatelstvo
| Rok            | 1869 | 1880 | 1890 | 1900 | 1910 | 1921 | 1930 | 1950 | 1961 | 1970 | 1980 | 1991 | 2001 | 2011 | 2021 |
| -------------- | ---- | ---- | ---- | ---- | ---- | ---- | ---- | ---- | ---- | ---- | ---- | ---- | ---- | ---- | ---- |
| Počet obyvatel | 491  | 478  | 494  | 426  | 399  | 415  | 347  | 217  | 189  | 170  | 117  | 69   | 69   | 78   | 66   |
| Počet domů     | 68   | 69   | 69   | 70   | 70   | 70   | 70   | 71   | 55   | 46   | 44   | 62   | 62   | 63   | 63   |

## Obecní správa
Při sčítání lidu v letech 1850–1976 Doubrava byla samostatnou obcí, se kterým patřila nejprve do okresu Týn nad Vltavou, ale od roku 1960 v okrese České Budějovice. Od 1. dubna 1976 je částí obce Chrášťany v okrese České Budějovice.

## Pamětihodnosti
- Usedlost čp. 23